# Arenoledra tubularis
Arenoledra tubularis är en insektsart som beskrevs av Cai och Sun. Arenoledra tubularis ingår i släktet Arenoledra och familjen dvärgstritar. Inga underarter finns listade i Catalogue of Life.